# Horeacivka, Bârzula
Horeacivka (în ucraineană Горячівка) este un sat în comuna Ocna din raionul Bârzula, regiunea Odesa, Ucraina.

## Demografie
Componența lingvistică a localității Horeacivka
     Ucraineană (74,69%)
     Română (16,05%)
     Rusă (8,02%)
Conform recensământului din 2001, majoritatea populației localității Horeacivka era vorbitoare de ucraineană (74,69%), existând în minoritate și vorbitori de română (16,05%) și rusă (8,02%).